# Sonología
Sonología es un neologismo usado para describir el estudio del sonido desde, y para una gran variedad de disciplinas; siendo su aplicación musical la más influyente, incluyéndose así dentro de la musicología sistemática.  

## Historia
La historia de la sonología está ligada al Instituto de Sonología, que comienza con el Laboratorio de Investigación Philips (Eindhoven), posteriormente deriva al STEM (Universidad de Utrecht), y finalmente se añade al Real Conservatorio de La Haya.
1956-1960: Música electrónica en el Laboratorio de Investigación Philips en Eindhoven.

En 1956, un estudio de música electrónica se abre en el departamento de acústica de Laboratorio de Investigación Philips. 

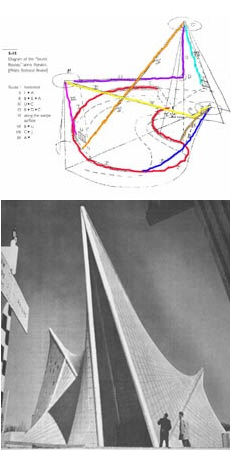
Rutas de sonido en el Pabellón Philips. Feria mundial Bruselas 1958

 Este departamento de acústica, con una larga tradición como pionero en el área de pruebas de la reverberación, instrumentos de música electrónica, diseño de altavoces y micrófonos, síntesis de sonido, la investigación, la percepción y la estereofonía.
Las producciones realizadas en este estudio hacen hincapié en la música funcional para cine animado, ballet, exposiciones, y música popular para los discos de gramófono (en grafito). 
El punto culminante de las actividades artísticas de música electrónica de Philips fue el “Poema electrónico”, una performance automatizada con imagen, color y música electrónica en un edificio especialmente diseñado por Iannis Xenakis para la Feria Mundial de Bruselas en 1958. El proyecto fue dirigido por el arquitecto Le Corbusier, que también determina las secuencias de colores e imágenes. La música electrónica fue compuesta por Edgard Varèse, que estuvo en Eindhoven durante nueve meses para hacerlo. En el pabellón, la música de tres pistas de sonido se distribuye mediante un sistema de 350 altavoces que fueron divididos en distintos grupos y rutas de forma que los sonidos pueden saltar o moverse poco a poco a través del espacio.

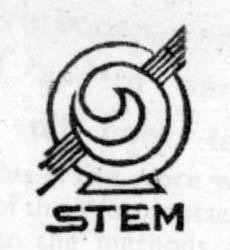
Logo STEM

1960-1964 El estudio de Eindhoven se trasladó a la Universidad de Utrecht y fue llamado STEM
Philips decidió en 1960 que los laboratorios de investigación ya no eran lugar de estudio y  eran cada vez más un lugar de trabajo para compositores y menos un medio de satisfacer las necesidades directas de las empresas. Después de explorar las posibilidades de continuar el estudio con diversas organizaciones, fue finalmente trasladado a la Universidad de Utrecht. Se encuentra en una pequeña parte del edificio Atlanta en el Plompetorengracht. Inicialmente, hubo una influencia significativa de Philips y no  había una dirección artística clara. 
1964-1967 STEM continúa bajo la dirección artística de Gottfried Michael Koenig
Desde 1961, Gottfried Michael Koenig asistía con regularidad a los Países Bajos como conferenciante durante la Semana de la Música “Gaudeamus” anual en Bilthoven, donde también comenzó un curso sobre música electrónica en  la casa de Walter Maas. En 1964, Koenig se convirtió en director artístico y Frank de Vries en gerente comercial del STEM. Bajo su liderazgo, STEM, creció hasta convertirse en un complejo estudio que ocupaba todo el edificio Atlanta y logra fama internacional como un instituto para la producción, la educación y la investigación. En 1966, se funda un curso internacional anual de música electrónica que todavía existe.
1967-1986 STEM se convierte en el Instituto de Sonología
La atención internacional por el instituto aumentó con la llegada de un PDP-15: equipo que se utilizó para desarrollar programas de composición algorítmica y síntesis digital de sonido. Los programas de ordenador, como el Proyecto 1, Proyecto 2, y SSP (Koenig), pila (Paul Berg), MIDIM / VOSIM (Werner Kaegi), y POD (Barry Truax) son hitos en la historia de la música por ordenador. Para muchos compositores de renombre como Cort Lippe, Robert Rowe, Dirk Reith, Wolman Amnón, Piché Jean, y Takayuki Rai, sus experiencias en el Instituto de Sonología formaron la base para su trabajo posterior. En el área técnica de control de voltaje, en los estudios analógicos, se siguió diseñando y construyendo nuevos equipamientos, labor que actualmente se sigue haciendo.
1986 - Actualidad. El Instituto de Sonología se incorpora en el Real Conservatorio de La Haya
Además de los cursos de un año, se crea una titulación de grado en el conservatorio, de cuatro años, y un master de dos. Los puntos principales en el programa educativo siguen siendo: producción de música electrónica, síntesis de sonido digital, composición algorítmica, técnica de control de tensión, y teoría de la música. Con el auge de la música electrónica en vivo, un tema importante ha sido añadido, por el que se presta atención a los modelos de composición y los aspectos técnicos de software y hardware. Las interfaces y equipos son diseñados y construidos en el taller de electrónica.

## Centros de desarrollo y estudio
Real Conservatorio de La Haya:

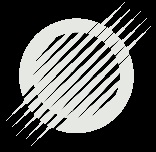
Logo Instituto de Sonología

El Instituto de Sonología existido desde 1960 y es desde 1986 parte del Real Conservatorio. El instituto cuenta con seis estudios, una conferencia, un taller y una sala de archivo. Aunque las áreas tradicionales de Sonología son la producción de música electrónica, composición algorítmica, música electrónica en vivo la investigación de las propiedades de sonido y las estructuras musicales; están fuertemente representadas también otras disciplinas, donde el sonido (electrónico)un papel cada vez más importante en otras artes, como el cine experimental y la arquitectura.
Centro de Sonología Computacional de la Universidad de Padua:
El Grupo de Sonido y Música Computacional, perteneciente al Departamento de Ingeniería Informática de la Universidad de Padua ha estado activo desde la década de 1970 en la investigación científica, educación y difusión de todas las disciplinas relacionadas con la aplicación de las nuevas tecnologías a la música y el sonido. Desde la creación del "Centro di Sonologia Computazionale" (CSC), las actividades del grupo se han basado siempre en un enfoque interdisciplinario a través de una estrecha colaboración entre los investigadores y músicos.
El Grupo de Sonido y Música Computacional colabora con muchas organizaciones, tanto a nivel nacional e internacional. Las actividades de investigación incluyen la síntesis de sonido basado en modelos físicos, representación 3-D de sonido, pantalla auditiva y retroalimentación auditiva en interfaces multimodales, técnicas digitales de audio y post-procesamiento, análisis y modelado de contenido expresivo y emocional de la interacción en la interpretación musical. Las actividades de enseñanza incluyen el curso de Informática Musical en el grado de maestría en Ingegneria Informática, la supervisión de estudiantes de doctorado con proyectos de investigación en Tecnologías del Sonido y Música, el alojamiento de los estudiantes Erasmus en colaboración con otros socios europeos.
El personal es dirigido por el profesor Giovanni De Poli.

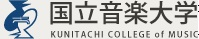
Logo Kunitachi College of Music de Tokio

Kunitachi College of Music de Tokio:
Escuela privada de música fundada en 1926. El Departamento de Sonología se estableció en Kunitachi College of Music en 1991. Desde entonces, la creación de música por ordenador y trabajos de investigación se realizaban en un ambiente de estudio basado principalmente en Ordenadores NeXT y estaciones de trabajo IRCAM de Procesamiento de Señales. Desde 1993, las computadoras SGI se usan con el fin de enriquecer el trabajo en el campo de la animación por ordenador y arte multimedia. Para finalmente pasar a un entorno MacIntosh.
Escuela Superior de Música de Cataluña (ESMUC):
Centro oficial de iniciativa pública que imparte en Cataluña el Grado en Música, en el marco de la nueva ordenación de las enseñanzas artísticas y su inserción en el Espacio Europeo de Educación Superior. Fundada en 2001. Su departamento de sonología basa su enseñanza en las disciplinas: acústica, tecnología musical, informática musical, síntesis y el procesamiento de sonido, psicoacústica, electrónica, grabación musical y posproducción, diseño de sonido, construcción de aparatos y de interfaces musicales y programación informática.
Escuela Superior de Música Jam Session de Barcelona:
Centro oficial de iniciativa privada que imparte en Cataluña el Grado en Música en el marco del EEES y en las especialidades de Interpretación, Pedagogía y Sonología con una aplicación destinada a la labor práctica del Productor Musical. 
Conservatorio Superior de Música "Joaquín Rodrigo" de Valencia (CSMV):
Este conservatorio de enseñanzas superiores de música, empezó a impartir la especialidad de sonología el año 2015, siendo así uno de los pioneros y más reconocidos a nivel español.

## Aplicaciones
Existe una gran variedad de aplicaciones del estudio de la sonología, la principal es la aplicación musical, pero también existen aplicaciones de localización (Sónar), aplicaciones en medicina (ecografía y litotricia extracorpórea por ondas de choque) e incluso existe una Iglesia de la Sonología.

## Música

### Acústica

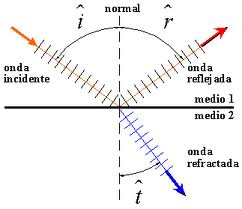
Principio de Reflexión y Absorción

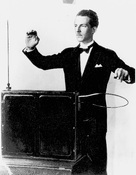
Leon Theremin

La acústica es una rama de la física interdisciplinaria que estudia la propagación del sonido (ondas mecánicas que se propagan a través de la materia) por medio de modelos físicos y matemáticos. Principalmente, la acústica se basa en tres teorías:
-Teoría estadística: Relación entre reflexión y absorción.
-Teoría geométrica: Utilización de las formas y superficies para guiar las ondas y usar las reflexiones de forma eficiente.
-Teoría ondulatoria: análisis físico de la respuesta real que da un espacio acústico, a las diferentes frecuencias y sus características (longitud de onda, amplitud...)
Sus diferentes áreas de estudio más importantes son:
-Acústica arquitectónica: estudio del control del sonido en recintos habitables.
-Psicoacústica: estudio de la percepción del sonido en humanos.
-Acústica musical: estudio de la producción del sonido por parte de los distintos instrumentos musicales, y de la afinación, relacionando la frecuencia de los sonidos con los tonos de las escalas musicales.
-Electroacústica: estudia el tratamiento electrónico del sonido, incluyendo la captación, procesamiento, amplificación, y emisión.

### Producción de Sonidos Electrónicos
Se puede dividir la producción de sonidos electrónicos, dependiendo de su naturaleza en dos vertientes: Los sonidos que se producen de forma electromecánica como una guitarra eléctrica o un órgano Hammond; y los que son producidos de forma puramente electrónica como los producidos por un theremin, un sintetizador de sonido y, por extensión, un ordenador.

### Síntesis de Sonido

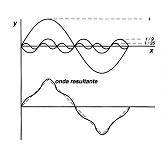
Síntesis aditiva

La síntesis de sonido se basa en la creación de sonidos por medio de elementos no acústicos: en el caso analógico con variaciones de voltaje, y en el digital mediante programas de ordenador. Existen varios tipos de síntesis, cabe destacar:
-Síntesis aditiva: Su principio es bastante simple, parte de la idea contenida en el teorema de Fourier, según la cual todo sonido complejo, por complejo que sea, es el resultante de la suma de ondas sinusoidales sencillas, por lo que, efectuando el proceso de forma contraria se forman ondas complejas a partir de ondas simples, pero son sonidos de poco interés, ya que carecen de la mayoría de los armónicos [cita requerida].
-Síntesis substractiva. Se sintetiza el sonido, mediante la filtración de una onda compleja. La señal pasa a través de un filtro que modifica su contenido armónico, atenuando o reforzando determinadas áreas del espectro de la señal.
-Síntesis por modulación. Comprende los métodos en los que se altera algún parámetro de una onda en razón de otra onda, para producir ondas con espectros complejos. Tenemos dos métodos bastante usuales: 
-Síntesis por modulación de amplitud (AM): altera la amplitud de una señal portadora en función de la onda moduladora
-Síntesis por modulación de frecuencias (FM):  varia la frecuencia de una onda portadora en función de la forma de otra onda moduladora.

### Composición Algorítmica

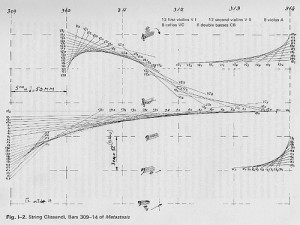
Fragmento Metastasis (Glissando de cuerdas) Xenakis

Se basa en la utilización de algoritmos para crear música. Un algoritmo se define como un conjunto preescrito de instrucciones o reglas bien definidas, ordenadas y finitas que permite realizar una actividad mediante pasos sucesivos sin que generen dudas a quien deba realizar dicha actividad. Dados un estado inicial y una entrada, siguiendo los pasos sucesivos se llega a un estado final y se obtiene una solución.
En música el término está generalmente reservado para el uso de procedimientos formales para hacer música sin intervención humana, ya sea a través de la introducción de la posibilidad de procedimientos o mediante el uso de computadoras.  Hay una diferencia radical (tanto en términos filosóficos y resultados auditivos) entre los compositores que utilizan procedimientos indeterminados para componer música (por ejemplo, estocástico) y los que utilizan procedimientos que dan resultados deterministas causados por una entrada fijada en el algoritmo. También es muy importante, para el producto final la asignación de los diferentes sonidos para los distintos valores.
Autores representativos son Iannis Xenakis y Karlheinz Stockhausen.

### Informática Musical
Este término se refiere a los diferentes procesos y trabajos que se realizan, mediante diferentes software, utilizando el sonido como materia prima. Su uso está muy extendido, y existe una gran variedad de tipos de programas, los más importantes son:
-Análisis de Audio. Espectrómetros. Nos da información sobre las ondas sonoras y sus características.
-Secuenciador. Permite programar y reproducir sonidos de forma secuencial (con un orden temporal), usa mismo principio que una caja de música. El protocolo más extendido es el MIDI.
-Editor de partituras. Mediante una interfaz más real se permite escribir música tal y como se vería en pentagramas, suele usar MIDI para interaccionar con un secuenciador.
-Editor de Audio. Edita directamente la forma de la onda sonora (en representación digital)
-Otras: (PGLW, Plataformas programables)

## Navegación (Sónar)
Es un sistema de ecolocalización, usado principalmente en navegación en medios acuáticos. Se basa en la emisión de ondas sonoras y analizar como estas ondas son devueltas y dependiendo de las variaciones en sus características (ángulo, tiempo, longitud) poder generar una imagen. Se usa mayoritariamente para obtener información del fondo marino. 

## Medicina
El sonido se utiliza como herramienta principalmente en dos casos:
-Ecografía: es un sistema de ecolocalización, al igual que en el caso del sónar pero a una escala menor, se utiliza para crear una imagen partes de las partes internas del cuerpo.
- Litotricia extracorpórea por ondas de choque (LEC): Utiliza pulsos acústicos, para mediante la vibración que generan estas ondas, romper cálculos renales y cálculos biliares. Surgió en los años ochenta y es el sistema más utilizado para tratar estas enfermedades.

## Asuntos religiosos

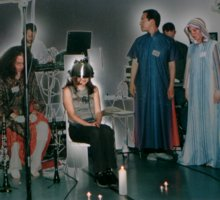
Rito Iglesia de la Sonología

La Iglesia de la Sonología surge en el Reino Unido y es un grupo no-teísta muy reducido dedicado a la exploración de las propiedades liberadoras de sonido: Las formas de onda que rodean al ser humano, a instruir y emocionar a las personas (amplificación, iluminación, resonancia). Sus ritos son denominados Amplificaciones Sonológicas